# Beckianum
Beckianum é um género de gastrópode  da família Subulinidae.
Este género contém as seguintes espécies:
- Beckianum beckianum (Pfeiffer, 1846)
- Beckianum sinistrum Martens, 1890